# X-Men (animovaný seriál)
X-Men je animovaný televizní seriál podle komiksu X-Men společnosti Marvel Comics.
V roce 1992 společnost Fox Network spustila první sérii (sezónu) animovaných X-menů s charaktery Beasta, Cyclopse, Gambita, Jean Grey, Jubilee, Profesora X, Rogue, Storm a Wolverine, společně s charaktery Bishopa a Cable, kteří se i poté často objevují na pozadí příběhu. První ohlasy byly až nečekaně úspěšné a z X-menů se stali jedni z nejsledovanějších superhrdinů v historii a zvedli i popularitu časopisu. Do konce roku 1997 bylo uvedeno celkem pět sérií.

## Seznam dílů

### První řada
1. Night Of The Sentinels (část 1)
2. Night Of The Sentinels (část 2)
3. Enter Magneto
4. Deadly Reunion
5. Captive Hearts
6. Cold Vengeance
7. Slave Island
8. The Unstoppable Juggernaut
9. The Cure
10. Come The Apocalypse
11. Days of Future Past (část 1)
12. Days of Future Past (část 2)
13. The Final Desicion

### Druhá řada
1. Til Death Do Us (část 1)
2. Til Death Do Us (část 2)
3. Whatever It Takes
4. Red Dawn
5. Repo Man
6. X-Ternally Yours
7. Time Fugitives (část 1)
8. Time Fugitives (část 2)
9. A Rogue's Tale
10. Beauty And The Beast
11. Mojovision
12. Reunion (část 1)
13. Reunion (část 2)

### Třetí řada
1. Out Of The Past (část 1)
2. Out Of The Past (část 2)
3. The Phoenix Saga: Sacrifice
4. The Phoenix Saga: The Dark Shroud
5. The Phoenix Saga: Cry The Banshee
6. The Phoenix Saga: The Starjammers
7. The Phoenix Saga: Child of Light
8. Obsession
9. Cold Comfort
10. Savage Land, Strange Heart (část 1)
11. Savage Land, Strange Heart (část 2)
12. The Dark Phoenix Saga: Dazzled
13. The Dark Phoenix Saga: The Inned Circle
14. The Dark Phoenix Saga: The Dark Phoenix
15. The Dark Phoenix Saga: The Fate Of The Phoenix
16. Orphan's End
17. Juggernaut Returns
18. Nightcrawler
19. Weapon X, Lies & Videotape

### Čtvrtá řada
1. One Man's Worth (část 1)
2. One Man's Worth (část 2)
3. Courage
4. Proteus (část 1)
5. Proteus (část 2)
6. Sanctuary (část 1)
7. Sanctuary (část 2)
8. Beyond Good And Evil: The End Of Time
9. Beyond Good And Evil: Promise Of Apocalypse
10. Beyond Good And Evil: The Lazarus Chamber
11. Beyond Good And Evil: End And Beginning
12. Have Yourself A Morlock Little X-mas
13. The Lotus And The Steel
14. Love In Vain
15. Secrets, Not Long Buried
16. Xavier Remembers
17. Family Ties

### Pátá řada
1. The Phalanx Covenant (část 1)
2. The Phalanx Covenant (část 2)
3. A Deal With The Devil
4. No Mutant Is An Island
5. Longshot
6. Bloodlines
7. Storm Front (část 1)
8. Storm Front (část 2)
9. Jubilee's Fairytale Theater
10. The Fifth Horseman
11. Old Soldiers
12. Hidden Agenda
13. Descent
14. Graduation Day